# اچ‌ام‌اس سورن (۱۹۱۳)
اچ‌ام‌اس سورن (۱۹۱۳) (به انگلیسی: HMS Severn (1913)) یک کشتی بود که طول آن ۲۶۶٫۷۵ فوت (۸۱٫۳ متر) بود. این کشتی در سال ۱۹۱۳ ساخته شد.